# Децентралізація
Децентралізація — процес перерозподілу або диспергування функцій, повноважень, людей або речей від центрального управління.
Децентралізація влади включає як політичну так і адміністративну сторони. Децентралізація може бути територіальною — переміщення влади від центрального міста на інші території, і може бути функціональною — шляхом передання повноважень на прийняття рішень з головного органу будь-якої галузі уряду до чиновників нижчих рівнів. Цей процес було названо «новим державним управлінням», який був описаний як децентралізація, предметне управління, конкуренція урядової і місцевої координації. Термін «децентралізація» знайшов своє закріплення безпосередньо у тексті Конституцій цілої низки держав, у тому числі й України.
За тлумаченням Великого тлумачного словника сучасної української мови, який значною мірою базується на матеріалах одинадцятитомного тлумачного «Словника української мови» (1970—1980) — це система управління, за якої частина функцій центральної влади переходить до місцевих органів самоуправління; скасування або послаблення централізації.
Зростання державних витрат, низькі економічні показники і зростання впливу ідей вільного ринку переконали уряди децентралізувати свою діяльність, щоб укласти договори з приватними фірмами, що працюють на ринку і повністю приватизувати виконання деяких послуг.
В Україні вперше децентралізація згадується в Конституції Української Народної Республіки від 29 квітня 1918 року, у якій зазначалося, що:

| «не порушуючи єдиної своєї влади, УНР надає своїм землям, волостям і громадам права широкого самоврядування, дотримуючись принципу децентралізації». |

## Дослідження децентралізації
У той час як децентралізація, особливо в урядовій сфері, широко вивчається і практикується, проте немає загального визначення або розуміння децентралізації. Сенс децентралізації може до певної міри змінюватися залежно від аспекту, в якому вона розглядається. Ступінь децентралізації залежить від ступеня її функціональності (здатності). Концепція децентралізації по-різному застосована до групової динаміки і управління (менеджменту) наукою в приватних підприємствах та організаціях, політичних науках, юриспруденції (законодавстві) і державному управлінні, економіці (економічних науках) і технології.
Історики описали історію урядів і імперій з точки зору централізації і децентралізації. 1910 року в Історії народів Генрі КеботЛодж написав, що перський цар Дарій І (550—486 до н. е.) був майстром організації та за його правління «вперше в історії, централізація почала розглядатися з боку політики». Він також зазначив, що система децентралізації Дарія І відрізняється від децентралізації в Стародавній Греції. З 1980-х років багато вчених писали про цикли централізації і децентралізації. Стівен К. Сандерсон писав, що за останні 4000 років князівства і держави послідовно пройшли кроки централізації і децентралізації економічної, політичної та соціальної влади. ЇлдізАтас писав, що цей процес відбувається ще «з кам'яної доби» не тільки в князівствах, а і в імперіях та сучасних «панівних державах». Крістофер К. Чейз-Данн і Томас Д. Холл рецензували інші роботи, які розкривали ці цикли, включаючи роботи, в яких аналізувалася теорія еліт, що формуються під час накопичення державою багатств і які, в період «конкуренції всередині правлячого класу, провокують злет і падіння держави» та роль еліти в процесі централізації і децентралізації.

## Децентралізоване управління
Відповідно до Європейської Хартії Місцевого Самоврядування від 15.10.1985 року, зміст місцевого самоврядування полягає у гарантованому державою праві та реальній здатності самих територіальних спільнот громадян (територіальних колективів) та сформованих ними органів самостійно та під свою відповідальність вирішувати окрему частину публічних справ, діючи в межах конституції та законів відповідної держави. Органи місцевого самоврядування визнано однією з головних підвалин будь-якого демократичного режиму.
Дуже високий ступінь децентралізації спостерігається у Швеції, при чому уряд не втручається у справи місцевої влади. Такий же дуже високий ступінь децентралізації характерний для Данії.

### Політична децентралізація
Метою політичної децентралізації є надати громадянам або їхнім обраним представникам більше впливу у розробці та реалізації законів і політиці. Залежно від країни, для цього може знадобитися конституційні або законодавчі реформи, розвиток нових політичних партій, створення місцевих політичних одиниць, і заохочення пропагандистських груп. Одним з аргументів на користь здійснення децентралізаційних реформ є підвищення ефективності діяльності як центральних, так і місцевих органів влади, а також створення сприятливих умов для економічного розвитку.
Політична децентралізація означає регіональне представництво у національному парламенті, вибори регіональних урядів, розподіл політичної влади, конституційні права регіонального рівня та взаємозв'язок між регіональним та національним рівнем. Регіональне представництво у національному парламенті відображає наявність однієї або двох палат законодавчого органу, та адекватність представленості регіону у національному законодавчому органі. Індикатор політичного взаємозв'язку відображає роль регіонального рівня у діяльності національного рівня.
Політична децентралізація включає в себе показники, які вимірюють політичну участь на регіональному рівні та між різними рівнями і показує наскільки незалежно регіональний рівень приймає рішення без зважання на національний рівень, який має право на втручання.

#### Ступені функціональності
Досить часто, у багатьох країнах ступінь політичної децентралізації вищий, ніж функціональної. Високий ступінь функціональної та політичної децентралізації характерні
для Німеччини, Швейцарії, Бельгії та Іспанії, досить високі — Чехія, Португалія, Польща. Більше політичних, ніж функціональних повноважень мають Австрія і Словаччина. У Словаччині функціональна децентралізація є на дуже низькому рівні, а політична — на досить високому, що є свідченням того, що регіональний рівень практично не має повноважень з прийняття рішень. Більший за політичну ступінь функціональної децентралізації у Болгарії та Литві, що передбачає, що регіони мають майже схожі повноваження на регіональному рівні, але практично не впливають на національний рівень.
Існує висока взаємозалежність між функціональною та політичною децентралізацією. Якщо регіони мають у своєму розпорядженні певні фінансові кошти, але обмежені у прийнятті та реалізації своїх рішень (немає функціональної децентралізації), то така фінансова автономія втрачає сенс. У протилежному випадку, повноваження з вирішення власних проблем не підкріплені відповідними фінансовими коштами, також втрачають свою значимість.
Чим більше політичних функцій має регіональний рівень влади, тим автономнішим він є у реалізації політичної влади. Більше того, фінансова і функціональна, так само як і адміністративна децентралізація мають позитивний взаємозв'язок: чим більше регіон має фінансових засобів, тим більше функцій він може виконувати і може дозволити собі
утримувати більший управлінський апарат.

### Адміністративна децентралізація
На сьогодні, існують чотири основних форми адміністративної децентралізації:
1. Деконцентрація — найслабша форма децентралізації, за якою, передаються повноваження з управління, використання коштів та реалізації соціальної політики від центральних органів до органів в уже існуючих районах або, при необхідності, до новостворених, але з умовою, що прямий контроль за виконанням даних повноважень ведеться з центру.
2. Делегування не передбачає відповідальність напівавтономних місцевих урядів за управління, використання коштів та реалізацію соціальної політики. Ці уряди не повністю контролюються центральним урядом, але в результаті підзвітні йому. Даний вид включає створення державно-приватних підприємств або корпорацій — спеціальних проєктів з надання різних послуг в регіонах. За цією системою місцевий уряд отримує широкі повноваження.
3. Деволюція — передання всіх повноважень у сфері управління, використання коштів та реалізації соціальної політики на субнаціональному рівні до регіонального або місцевого уряду, чи уряду штату.
4. Відчуження (або приватизація) — означає перехід всіх підприємств, установ та організацій у приватну власність, при чому має місце повне зняття з держави відповідальності за управління, використання фінансів та реалізацію соціальної політики. Можуть бути продані також засоби виробництва, допускається звільнення або переведення працівників з приватних компаній або некомерційних організацій[16]. Багато з цих функцій спочатку виконуватися приватними особами, компаніями або організаціями, а потім перейшли до уряду або безпосередньо, або шляхом регулювання діяльності господарюючих суб'єктів[17].

#### Адміністративна децентралізація в Україні
ст. 5 Конституції України
Система адміністративно-територіального устрою дісталася Україні у спадок від колишнього СРСР і характеризується високим ступенем централізації влади по вертикалі, а представницькі органи на місцях так і не стали провідниками ефективної політики в інтересах людини і забезпечення захисту нагальних потреб територіальних громад. Низька ефективність діяльності органів місцевого самоврядування, значною мірою, обумовлена недостатнім рівнем бюджетного фінансування та відсутністю механізму трансферу фінансових ресурсів на рівень територіальних громад.
В Україні у межах певних адміністративно-територіальних одиниць співіснують дві форми організації місцевої влади: органи місцевого самоврядування і місцеві державні адміністрації. Центральні органи влади представляють інтереси держави, а органи місцевого самоврядування інтереси лише територіальних громад, або їхніх об'єднань і їхня діяльність обмежена територією громади. Поляризація інтересів центра і регіонів є основою зародження муніципальної влади, яка виникає в процесі децентралізації публічної державної влади. Масштаби та ефективність органів місцевого самоврядування, а відповідно і добробут територіальних громад та держави в цілому прямо залежить від характеру правовідносин між різними рівнями влади. В Україні конституційна модель організації державної виконавчої влади є недосконалою, оскільки місцеві державні адміністрації існують не тільки для здійснення контрольно-наглядових функцій щодо органів місцевого самоврядування, а й володіють повноваженнями щодо управління відповідними територіями. Тому досі триває пошук оптимального варіанту взаємодії органів самоврядування з органами державної виконавчої влади.
В юриспруденції утвердилася думка, що унітарні держави за ступенем своєї демократизації значно поступаються федеративним, оскільки останні є більш децентралізованими. Водночас сам по собі факт наявності федеративного устрою не гарантує демократичності та реальної децентралізації, що підтверджує досвід Російської Федерації — однієї з авторитарних держав сучасності. У той же час багато демократичних держав досягають значного ступеню децентралізації, лишаючись унітарними за устроєм (наприклад, Іспанія).
Надмірна централізація влади, неефективна організація влади на регіональному рівні, недієздатність місцевого самоврядування і досі залишаються проблемою українського суспільства. Серед головних завдань реформи децентралізації — полегшення отримання адміністративних послуг. В Україні ця реформа вважається успішною. Зокрема, впроваджено мобільні кейси для віддаленої роботи спеціалістів, що надають адміністративні послуги. Також, адміністративні послуги тепер можна отримати в місцевій ОТГ.

### Фінансова децентралізація. Фіскальна децентралізація
Фінансова децентралізація відображає фінансові повноваження органів регіонального рівня і є однією з фундаментальних умов незалежності та життєздатності органів місцевої влади: децентралізація процесів ухвалення рішень збільшує можливості участі місцевої влади в розвитку підконтрольної їй території; фіскальна децентралізація сприяє ефективному забезпеченню суспільними послугами шляхом ретельнішого узгодження видатків органів влади з
найнеобхіднішими місцевими потребами. Обов'язковою умовою існування дієвого інституту самоврядування є формування більшої частини доходів місцевих бюджетів за
рахунок місцевих податків і зборів, які самостійно встановлюються органами самоврядування. Реалізація законодавчо закріпленого права кожного адміністративно-територіального утворення на економічну самостійність неможлива без наявності в кожного органу влади власного бюджету і права його складання, затвердження і виконання без втручання ззовні.

#### Фіскальна децентралізація і бюджетний федералізм
Бюджетна децентралізація — перенесення надходження доходів та/або здійснення витрат грошових коштів на більш низький рівень уряду при збереженні фінансової відповідальності. Зазвичай, цей процес називається бюджетний федералізм, але це поняття може стосуватись унітарних, федеративних так і конфедеративних урядів. Бюджетний федералізм також характеризується «вертикальним дисбалансом», де центральний уряд виділяє або занадто багато або занадто мало коштів для фінансування нижчих урядів. Це також може бути способом збільшення контролю центрального уряду за більш низькими рівнями, якщо вони не пов'язані між собою іншими видами відповідальності за повноваження.
Бюджетна децентралізація може бути досягнута шляхом врегулювання системи справляння зборів, встановлення місцевих податків на власність та податків з договорів купівлі-продажу, шляхом отримання міжбюджетних трансфертів з центрального уряду, грантів чи місцевих позик. Передача коштів може бути як з подальшим обов'язком звітувати про їхнє витрачення так і без нього.

#### Фінансова децентралізація в Україні
Щоб приєднатися до Європейського Союзу Україна повинна провести велику кількість різноманітних реформ, включаючи і фінансову децентралізацію, оскільки без фінансового забезпечення неможливо досягти значних і вагомих результатів в інших сферах реформування.
Стосовно визначення поняття «місцеві бюджети» в економічній літературі немає єдиної точки зору. У перші роки організації бюджетної системи місцеві бюджети розглядались як сукупність завдань, доручених місцевим органам, і сукупність коштів, котрими вони володіють для їхнього задоволення. Наявність місцевих бюджетів закріплює економічну самостійність місцевих органів самоврядування, що передбачено Конституцією та Законом України «Про місцеве самоврядування в Україні».
За результатами досліджень, нині діючий бюджетний механізм в Україні, при якому місцеві ради вищого рівня встановлюють нормативи відрахувань від регулюючих податків і зборів та суми дотацій, призводить до погіршення функціонування місцевих бюджетів нижчого рівня. Це, у свою чергу, не дає змоги профінансувати всі необхідні видатки, що спричиняє погіршення стану соціально-економічного розвитку. В Україні спостерігається певна неоднорідність регіонального економічного розвитку, що негативно впливає на загальні темпи економічного розвитку країни.
Децентралізація сприяє створенню сприятливого клімату для місцевого бізнесу.

### Економічна децентралізація або ринкова
Економічна децентралізація може бути здійснена шляхом приватизації комерційних підприємств які належать державі. Також це робиться шляхом повного дерегулювання і скасування обмежень на бізнес підприємств, що конкурують з державними службами, наприклад, у сфері надання поштових послуг, освіти та інше. Навіть коли приватні компанії та корпорації працюють для отримання таких послуг на контрактній основі, інші мають на меті їхнє перетворення у некомерційні організації чи об'єднання.
З 1970-х років проводився процес дерегулювання деяких галузей, таких як банківська справа, вантажоперевезення, авіаперевезення та телекомунікації. Взагалі, які привели до посилення конкуренції і зниження цін. В Інституті Катона (CatoInstitute), американському мозковому центрі зазначали, що дерегулювання деяких галузей промисловості було компенсовано за рахунок більш жорсткого регулювання в інших галузях, які завдали значної шкоди споживачам. На рахунок банківської сфери, в Інституті Катона (CatoInstitute) вважають, що дерегуляція дозволила банкам конкурувати на державному рівні, збільшити вибір для споживачів, тоді як жорстке регулювання з центру змушує банки вести бізнес так, як скаже уряд, зокрема надавати позики фізичним особам, які не здатні їх погасити, що призводить до фінансових криз, наприклад у 2007—2008 роках.
Одним із прикладів економічної децентралізації, яка заснована на ліберально-соціалістичній моделі, є децентралізоване економічне планування. Децентралізоване планування є видом економічної системи, в якій процес прийняття рішень розподілений між різними органами або локалізований в одному органі. Застосування даного методу на практиці почалося в 1996 році в штаті Керала, що у Індії..
Деякі науковці стверджують, що урядова стандартизація в галузі товарного ринку, контрольні закупівлі, впровадження будівельних норм і правил, спеціальної та професійної освіти і сертифікації торгівлі є необхідним. ЕммануельОріоль і Мішель Бенайм написали «порівняльні переваги» децентралізації в порівнянні з державним регулюванням у встановленні стандартів. Вони з'ясували, що необхідність державного регулювання може з'явитись, якщо громадська безпека перебуває під загрозою, а самостійне встановлення стандартів краще, бо, зазвичай, «регулюючі органи або „експерти“ можуть неправильно зрозуміти смаки і потреби споживачів». Так як компанії не схильні впроваджувати стандарти, важкі для виконання, то найближчим часом будуть впроваджені тільки ті, які задовольняють потреби сучасної економіки.
Фрідріх Гаєк у «Шляху до рабства» приділяє значну увагу питанням централізованого планування та економічної децентралізації. Зокрема, він пише:

«Децентралізація стає необхідністю тому, що ніхто не здатен свідомо збалансувати всі можливі аспекти, які стосуються рішень багатьох людей, а отже, очевидно, що координація має бути здійснено не через «свідомий контроль», а з використанням механізмів, за яких кожен індивід отримує інформацію, необхідну для ефективного узгодження своїх рішень з рішеннями інших». 

«Можна без перебільшення сказати, що, якби для розвитку нашої промисловості нам довелося покладатися на централізоване планування, вона ніколи не стала б такою різноманітною, складною та гнучкою, якою є тепер. … Тому будь-яке подальше ускладнення системи розподілу праці зовсім не перетворює централізоване управління на необхідність, а навпаки змушує нас, як ніколи раніше, покладатися на технології, що не залежать від свідомого управління» (С. 52)  

### Екологічна децентралізація
Центральний уряд може володіти великими ділянками землі і управляти лісовими, водними, мінеральними та іншими ресурсами. Уряд також може розпоряджатися ними за допомогою урядових операцій або шляхом здачі їх в оренду приватному бізнесу; або він може не використовувати ресурси задля збереження навколишнього природного середовища. Уряд також слідкує за землею, що знаходиться у приватній власності шляхом встановлення правил використання землі, створення екологічних та інших норм. Продаж або оренда земель може бути вигідною для уряду, який прагне відмовитися від управління землею, але за такими землями зберігається громадський контроль через небезпеку екологічного забруднення. Найефективнішим способом боротьби з цими проблемами було визнано передачу управління регіонам чи органам місцевого самоврядування. Така децентралізація мала місце в Індії та в інших країнах третього світу.

## Реформа децентралізації влади в Україні
Реформа децентралізації в Україні — комплекс змін до існуючого станом на початок 2014 року законодавства, основною метою якого є передача значних повноважень та бюджетів від державних органів органам місцевого самоврядування. Комплекс заходів з реформи децентралізації стартував у 2014 році, невдовзі після Євромайдану, та отримав назву «Національний проєкт „Децентралізація“».
Зміни, які має принести реформа децентралізації:
- Посилення місцевого самоврядування;
- Зміна положення про адміністративно-територіальний устрій;
- Закріплення «принципу повсюдності» (землями за територією населених пунктів розпоряджаються відповідні органи місцевого самоврядування);
- Гарантія наділення місцевого самоврядування достатніми повноваженнями та ресурсами;
- Врахування історичних, економічних, екологічних та культурних особливостей при плануванні розвитку громад;
- Передача «на місця» максимальної кількості повноважень, які органи місцевого самоврядування здатні виконати;
- Створення об'єднаних територіальних громад;
- У перспективі — запровадження інституту префектів, нової територіальної основи України зі зменшенням кількості районів, подальший розвиток форм прямого народовладдя[47].

У першому читанні зміни до Конституції підтримали 265 депутатів. 9 вересня 2015 р. на засіданні Ради регіонів Порошенко заявив, що внесення змін до Конституції залежатимуть від виконання мінських угод і у випадку введення воєнного стану Конституція не змінюватиметься.
Через відсутність політичного консенсусу для прийняття змін до Конституції, реформа продовжилась шляхом внесення змін до законодавчих актів. Після успішного втілення реформи 2019 році Урядом України було повторно запропоновано закріпити хід реформи, внісши відповідні зміни до Конституції.